# Inna Suprun
Inna Ołeksandriwna Suprun (ukr. Инна Олександрівна Супрун; ur. 10 kwietnia 1983 w Konotopie) – ukraińska biathlonistka, mistrzyni Europy w sztafecie z 2009 r. Reprezentantka kraju w zawodach pucharu świata, 1 grudnia 2010 zdobyła swoje pierwsze punkty zajmując 32. miejsce w biegu indywidualnym.

## Osiągnięcia

### Mistrzostwa świata
| 2011 Chanty-Mansyjsk (Rosja) | 22. miejsce (SP), 20. miejsce (PU), 27. miejsce (RL) |

### Puchar Świata
| Sezon     | Miejsce |
| --------- | ------- |
| 2010/2011 | 37      |

### Mistrzostwa świata juniorów
| 2004 Haute Maurienne (Francja) | 21. miejsce (IN), 29. miejsce (SP), 29. miejsce (PU), 8. miejsce (RL) |

### Mistrzostwa Europy
| 2004 Mińsk (Białoruś)    | 20. miejsce (IN), 19. miejsce (SP), 14, miejsce (PU), |
| 2008 Nove Mesto (Czechy) | 5. miejsce (IN), 17. miejsce (SP), DNS (PU),          |
| 2009 Ufa (Rosja)         | 10. miejsce (SP), 14. miejsce (PU), 1. miejsce (RL)   |

### Puchar IBU
| Sezon     | Miejsce |
| --------- | ------- |
| 2004/2005 | 92      |
| 2005/2006 | 78      |
| 2006/2007 | 89      |
| 2007/2008 | 14      |
| 2011/2012 | 53      |
| 2012/2013 | 8       |
| 2013/2014 | 20      |